# 威斯敏斯特大學
威斯敏斯特大学（英語：University of Westminster）位於英國倫敦的西敏市境內，由四個院舍組成，校總部設於攝政街上，其他三個在倫敦的费兹洛维亚、馬里波恩和哈羅。這所大學以媒體相關科系出名。

## 历史

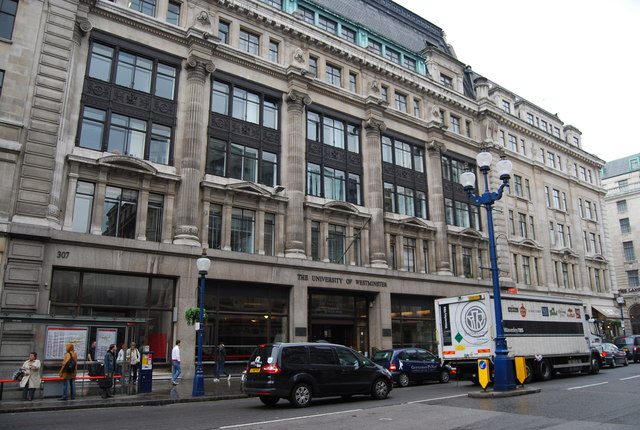
攝政街上的學院大樓

其目前校園主體為早期的攝政街理工學院（Regent Street Polytechnic），是英国第一所針對勞工階級提供成人教育的机构。其後在1971年合併了霍伯恩法商語言學院（Holborn College of Law, Languages and Commerce）後，改稱作倫敦理工學院（London Polytechnic）。1992年由於《1992年高等教育法》的通過，變更為現今的校名。

## 校區
該大學有四個校區，三個位於中倫敦。此外在烏茲別克斯坦的塔什干辦有塔什干威斯敏斯特國際大學。
| 校區       | 地點                     | 地點                                            |
| 攝政街     | 309 Regent Street        | 309 Regent Street                               |
| 攝政街     | Little Titchfield Street | 4–12 Little Titchfield Street（法學院和圖書館） |
| 攝政街     | Little Titchfield Street | 16 Little Titchfield Street（外國教育中心）     |
| 攝政街     | 32/38 Wells Street       |                                                 |
| 卡文迪什路 | 115 New Cavendish Street | 115 New Cavendish Street                        |
| 卡文迪什路 | 101 New Cavendish Street |                                                 |
| 卡文迪什路 | 120 New Cavendish Street |                                                 |
| 馬里波恩   | 35 Marylebone Road       | 35 Marylebone Road                              |
| 哈羅       | Watford Road             | Watford Road                                    |

## 學術
這所大學以媒體相關科系出名，2020年QS世界大學排名將其媒體與傳播（Media and Communications）相關學系列全球第31。學校整體排名靠後。

## 外部連結
- 西敏大學官方網站 （页面存档备份，存于）（英文）